# 薮鹛属
薮鹛属，是噪鹛科的一属。
属下物种有：
- 红翅薮鹛
- 灰胸薮鹛
- 黄痣薮鹛
- 布坤薮鹛
- 紅面藪鶥(Liocichla ripponi)